# Кто это сделал?

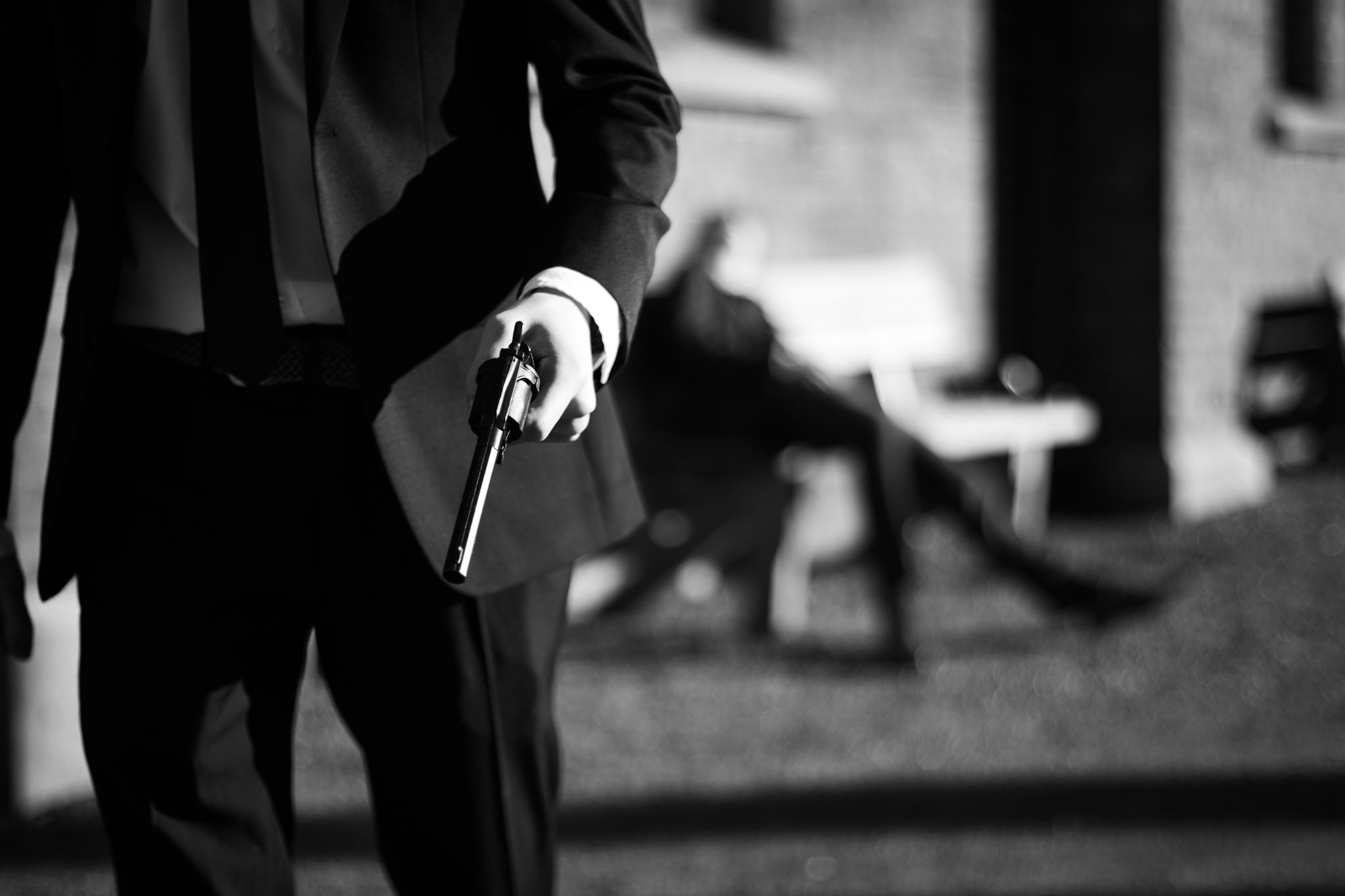
Фотография Johannes Østby в стиле нуар

«Кто это сделал?» (англ. whodunit, разговорная форма от сокращённого "Who [has] done it?") — вариант развития сюжета детективного произведения, в котором основной загадкой является личность преступника. По ходу истории читателю или зрителю даются подсказки, по которым можно составить портрет преступника до того, как история подойдёт к кульминации. Расследование обычно проводится чудаковатым полу- или непрофессиональным детективом.

## Концепция
Сюжет «Кто это сделал?» следует канону классической детективной истории, где благодаря ряду заданных вопросов детектив распутывает замысловатое преступление. Однако в «Кто это сделал?» аудитория наравне с протагонистом вовлекается в расследование, процесс дедуктивных умозаключений. Это возбуждает интерес и азарт читателя, соревнующегося со следователем.
Определяющей направленностью сюжета «Кто это сделал?» является так называемое «двойное повествование», при котором одно повествование сокрытое и приоткрывается постепенно, а другое — открытое и часто разворачивается в действующий момент самой истории. Эта особенность вышла из понятий «сюжет» и «фабула» в русской литературоведческой школе (Русский формализм). Первый термин обозначает  повествование, представленное читателю автором, или фактическую историю в хронологическом порядке, а второй термин определяет основное содержание или материал повествования.
Двойное повествование структурно, но при этом конкретно, особенно когда дело касается времени и обособленного взгляда на само повествование. Две истории сосуществуют и переплетаются между собой. Первая история концентрируется на самом преступлении, на том, что привело к нему, на расследовании; вторая история посвящена восстановлению хронологии преступления. В таком диегезисе (греч. διήγησις), то есть уровне существования персонажей в ходе расследования, создаётся условное повествование, когда предметы, герои и слова служат детективу и читателю символами для интерпретации и выводов. Например, в детективном романе раскрытие тайны влечёт за собой реконструкцию преступных событий. Но этот процесс также включает в себя выстраивание детективом гипотезы, требующей тщательной проверки: выводы о причине и мотивах, о преступлении и его возможных последствиях. Этот дискурс объяснения представляет собой второй нарратив, помимо основной истории, связанной с преступлением.
Двойное повествование является основным отличительным элементом между «Кто это сделал?» и жанром триллера. «Кто это сделал?» обращается к прошлому по мере продвижения вперёд, восстанавливает хронологию преступления и расследования, тогда как в триллере действие проистекает в одной истории. Согласно Цветану Тодорову, в рамках темпоральной логики, нарратив «Кто это сделал?» является парадигмой в художественной литературе, потому что история разворачивается не по отношению к будущему событию, а к тому, которое уже известно и ждёт раскрытия. Такая определённость относится к преступлению, а не к личности преступника, которого читатель должен предвидеть как часть неизвестного будущего.
Такое развитие сюжета рассматривается как форма комедии, в которой порядок восстанавливается до пугающего социального спокойствия.

## История
Согласно словарю Merriam-Webster, термин «Кто это сделал?» был придуман рецензентом «News Of Books» Дональдом Гордоном в 1930 году в его рецензии детективного романа «Убийство наполовину мачты», написанного Милвардом Кеннеди. Журналист Вулф Кауфман утверждал, что он придумал фразу «кто это сделал?» около 1935 года, работая в журнале «Variety». Однако редактор журнала Абель Грин приписал это своему предшественнику Симе Сильверману. Самое раннее появление фразы «кто это сделал?» в Variety можно найти в издании от 28 августа 1934 года в связи с экранизацией пьесы «Рецепт убийства», как показано в заголовке «U’s Whodunit: Universal снимает „Рецепт убийства“», пьесу Арнольда Ридли». В конечном итоге фильм получил название «Слепое правосудие».
Сюжетный ход «кто это сделал?» процветал во время так называемого «золотого века» детективного жанра, между Первой и Второй мировыми войнами, когда с использованием именно этого сюжетного хода создавалось большинство детективов. Многие из самых известных писателей направления «кто это сделал?» в тот период были британцами: в частности Агата Кристи, Николас Блейк, Гилберт Честертон, Кристианна Брэнд, Эдмунд Криспин, Майкл Иннес, Дороти Ли Сэйерс, Глэдис Митчелл и Джозефина Тей. Другие — С. С. Ван Дайн, Джон Диксон Карр и Эллери Куин были американцами, но имитировали «британский» стиль. Третьи, такие как Рекс Стаут, Клейтон Роусон и Эрл Дерр Биггерс, попытались создать более «американский» стиль. В течение Золотого века в жанре доминировали женщины-авторы. Помимо Кристи, Брэнд, Сэйерс, Митчелл и Тей, основными писательницами также были Марджери Аллингем и Найо Марш.
Со временем развивались определённые условности и клише, из-за которых личность убийцы легко угадывалась читателями. Несколько авторов смогли успешно ввести в заблуждение своих читателей, раскрыв маловероятного подозреваемого как настоящего злодея истории. Авторы часто использовали одни и те же характеры персонажей и декорации, а уединённый английский загородный дом стал наиболее частым местом действия таких произведений.
Одной из реакций на условность британских "детективов тайн" был американский «крутой детектив», воплощённый в трудах Рэймонда Чандлера, Дэшила Хэммета и Микки Спиллейна и других. Хотя условия были более суровыми, насилие более обильным, а стиль более разговорным, сюжеты часто походили на сюжеты «кто это сделал?» и были построены во многом так же, как и «уютные» британские детективы.

## Игры
В игре Jury Box игрокам, которых называют «присяжными», предоставляется сценарий убийства, доказательства, представленные прокурором и обвиняемым, две фотографии места преступления и избирательные бюллетени. Игрокам стоит задача принять решение о том, кто виновен, прежде чем будет зачитано реальное решение.
Настольная игра «Cluedo» 1948 года, выпущенная в Северной Америке под названием «Clue», была первой настольной игрой с тайной убийства и рассматривает игроков как посетителей особняка, пытающихся идентифицировать убийцу, личность которого записана на скрытой карте.
Тайна убийства — это форма живого действия «кто это сделал», где гостям на частной вечеринке даются заметки для выполнения ролей подозреваемых, детектива и убийцы в течение вечера. Существует ряд театров ужина с тайной убийства, где профессиональные или общественные театральные исполнители берут на себя эти роли и представляют тайну убийства аудитории, как правило, в сочетании с едой. Как правило, до или сразу после финального курса зрителям предоставляется возможность предложить свою помощь в раскрытии тайны.

## Перевёрнутый детектив
Важной вариацией «кто это сделал?» является перевёрнутый детектив, в котором виновная сторона и преступление открыто раскрываются читателю/аудитору, и история рассказывает о следователе, пытающемся выяснить правду, в то время как преступник пытается предотвратить её раскрытие. Сериал «Коломбо» является классическим примером такого рода детектива («Закон и порядок: Преступное намерение» и «Улицы Сан-Франциско» также вписываются в этот жанр). Эта традиция восходит к перевёрнутым детективам Ричарда Остина Фримена и достигла своего рода апофеоза в романе Malice Aforethought, написанном Энтони Беркли. В том же духе находится фильм Айлза «Перед фактом» (1932), который стал фильмом Хичкока «Подозрение». Преемниками психологического саспенса являются роман «Эта сладкое болезнь» Патриции Хайсмит (1960), фильм «Удар по системе» Саймона Бретта (1984) и роман «Церковь мертвых девочек» Стивена Добинса (1997).

### Пародия
В дополнение к стандартному юмору, пародия, и пастиш имеют давнюю традицию в области криминального жанра. Примерами пастиша являются рассказы о Шерлоке Холмсе, написанные Джоном Диксоном Карром, и сотни подобных работ таких авторов, как Э. Б. Гринвуд. Что касается пародии, то первые пародии на Шерлока Холмса появились вскоре после того, как Конан Дойл опубликовал свои первые рассказы. Аналогичным образом, было бесчисленное количество отправлений Агаты Кристи. Идея состоит в том, чтобы преувеличить и высмеять наиболее заметные особенности оригинала и, таким образом, развлечь особенно тех читателей, которые также знакомы с этим оригиналом.
Есть также «разворотные» тайны, в которых обычная структура намеренно перевернута. Одним из самых ранних примеров этого является «Последнее дело Трента» (1914) Эдмунда Бентли (1875-1956). Трент, очень способный детектив-любитель, расследует убийство Сигсби Мандерсона. Он находит много важных подсказок, раскрывает несколько ложных подсказок и составляет, казалось бы, неоспоримое дело против подозреваемого. Затем он узнаёт, что этот подозреваемый не может быть убийцей, и что, хотя он нашёл почти всю правду, его вывод неправильный. Затем, в конце романа, другой персонаж говорит Тренту, что он всегда знал, что другой подозреваемый невиновен, потому что «я сам застрелил Мандерсона». Вот последние слова Трента убийце:
…Я вылечился. Я больше никогда не прикоснусь к криминальной тайне. Дело Мандерсона будет последним делом Филипа Трента. Его высокая гордость долго ломается под ним». Улыбка Трента внезапно вернулась. «Я мог бы вынести все, кроме последнего откровения бессилия человеческого разума. …Мне абсолютно нечего сказать, кроме этого: ты победил меня. Я пью ваше здоровье в духе самоунижения. И ты заплатишь за ужин».
Другим примером пародии, которая в то же время показывает, что граница между серьёзной тайной и её пародией обязательно размыта, является роман американского писателя-мистера Лоренса Блока «Грабитель в библиотеке» (1997). Грабитель титула — Берни Роденбарр, который забронировал выходные в загородном доме в английском стиле только для того, чтобы украсть подписанное и, следовательно, очень ценное первое издание «Глубокого сна», которое, как он знает, сидит на одной из полок уже более полувека. Увы, сразу после его прибытия в библиотеку появляется мёртвое тело, комната запечатана, и Роденбарр должен выследить убийцу, прежде чем он сможет снова войти в библиотеку и начать охоту за драгоценной книгой.
Ужин с убийством — это пародия Нила Саймона на многих самых известных сыщиков «кто это сделал?» и их напарников. В фильме 1976 года Сэм Спейд (из «Мальтийского сокола») становится Сэмом Даймондом, Эркюль Пуаро — Майло Перье и так далее. Все персонажи собраны в большом загородном доме и даны подсказки, чтобы разгадать тайну.
«Настоящий инспектор Хаунд» Тома Стоппарда — это отправка криминальных романов с неуклюжим детективом.
Фильм 2019 года «Достать ножи» — это современный взгляд на классический «Кто это сделал?», деконструируя повествовательную форму и добавляя насмешливое чувство юмора.

### Расследование убийств
Термин «кто это сделал?» также используется среди следователей по убийствам для описания случая, в котором личность убийцы не быстро очевидна. Поскольку большинство убийств совершаются людьми, с которыми жертва знакома или связана, дело «Кто это сделал?», как правило, сложнее решить.